# Eberhoferkrimi
Die Eberhoferkrimis sind eine Filmreihe, basierend auf den gleichnamigen Romanen von Rita Falk. Sie stammen ursprünglich aus der TV-Reihe Heimatkrimi. Nach dem Erfolg des ersten „Eberhofer“-Fernsehfilms „Dampfnudelblues“ 2013 ging das Projekt in Serie. Seit 2014 läuft jede Episode zunächst als Kinofilm, ehe sie ca. ein Jahr später im Fernsehprogramm des Ersten gezeigt wird.

## Handlung

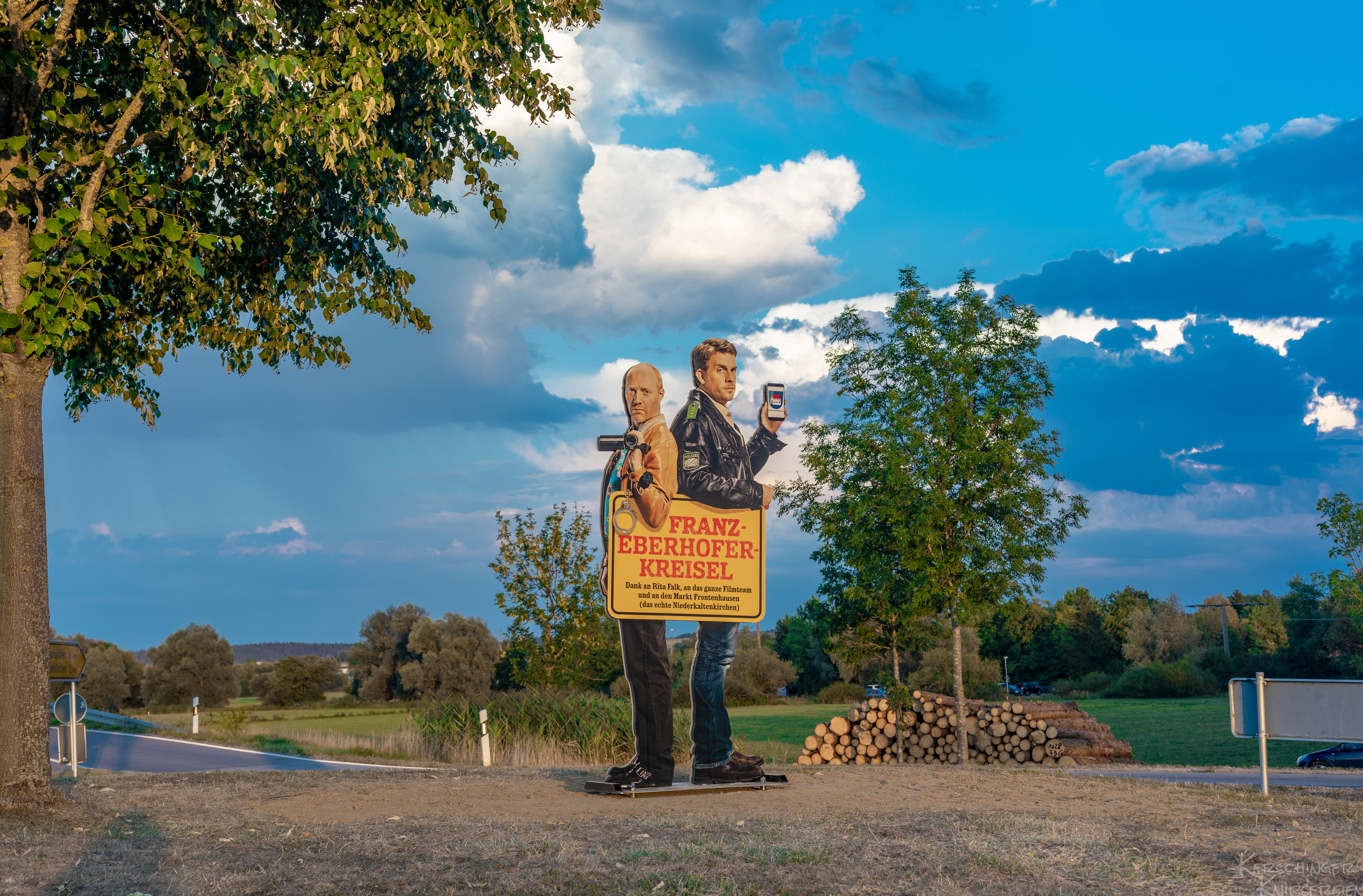
Franz-Eberhofer-Kreisel (links Rudi, rechts Franz) in Frontenhausen

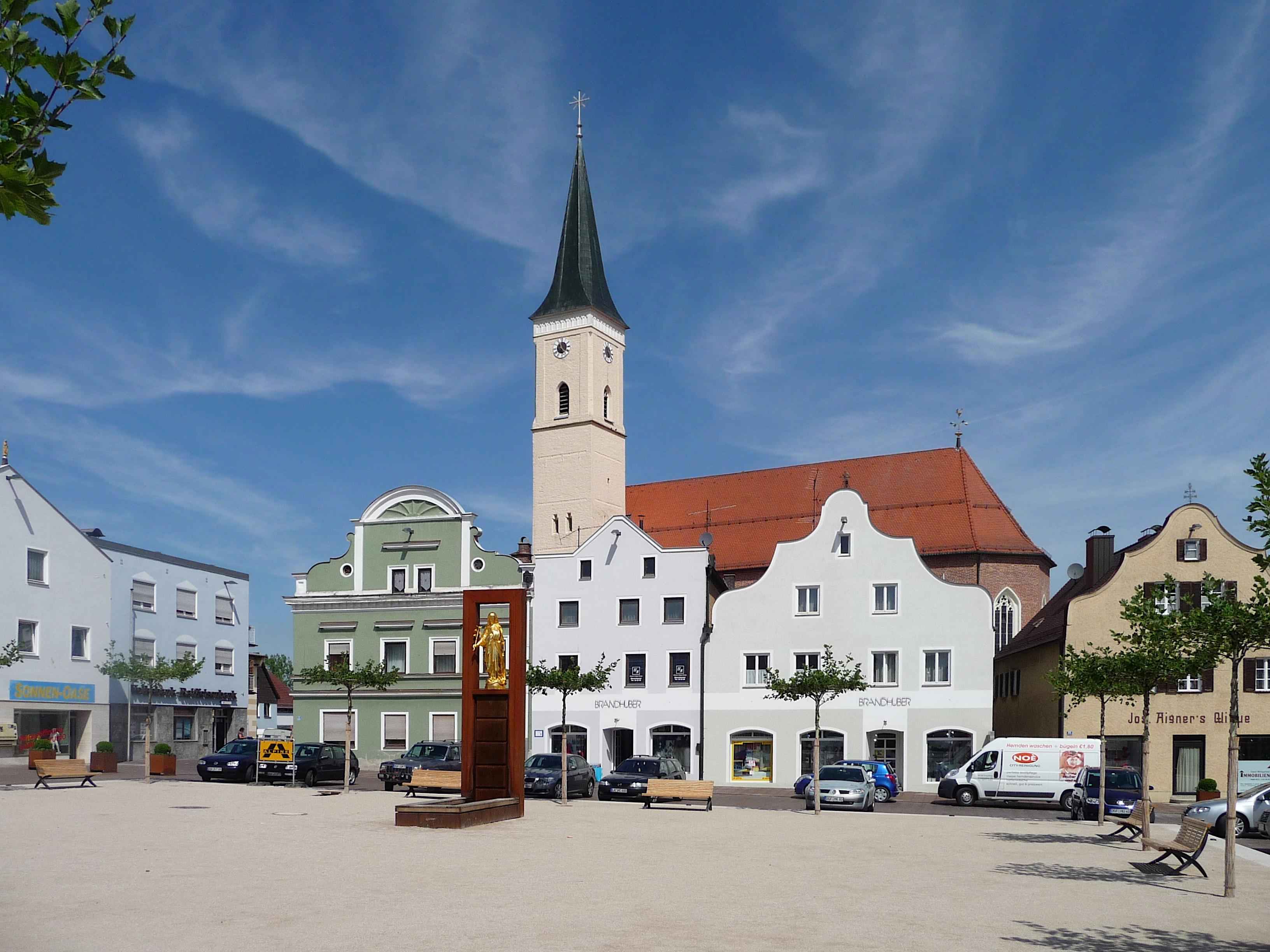
Der Marktplatz Frontenhausen mit Marienstatue und Pfarrkirche St. Jakob

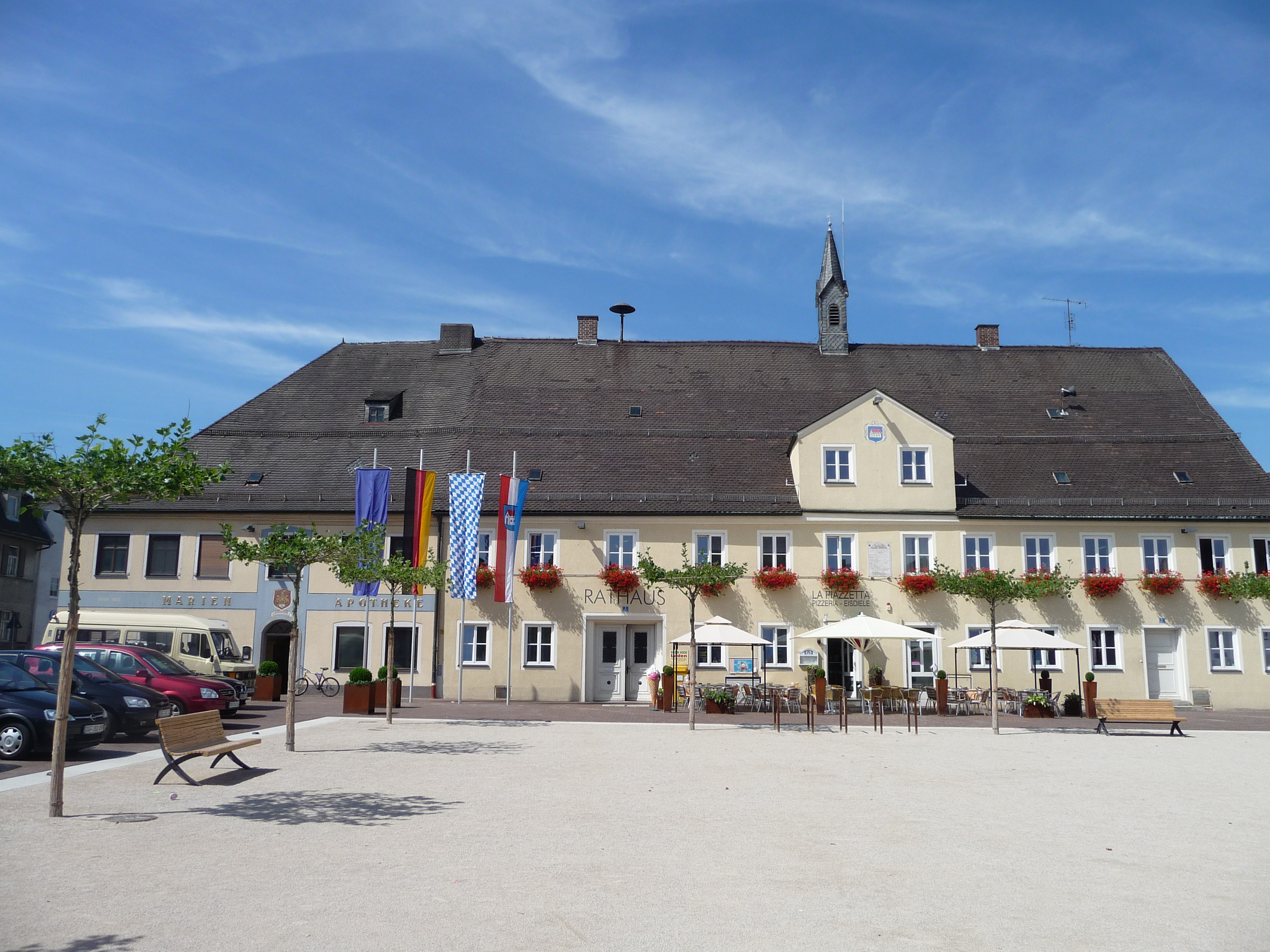
Rathaus Frontenhausen am Marktplatz. Hier befindet sich in der Filmreihe die Dienststelle der Polizei Niederkaltenkirchen.

Die Handlung dreht sich um den ehemaligen Kripobeamten Franz Eberhofer, der als Polizeihauptmeister in die niederbayerische Provinz strafversetzt wurde. Er lebt zusammen mit seinem Vater, einem Rentner-Hippie, auf dem Hof seiner schlauen, scheinbar schwerhörigen Großmutter in der fiktiven Gemeinde Niederkaltenkirchen. Als Sitz der nächsthöheren Polizeidienststelle und somit realer Bezugspunkt wird Landshut angegeben. Franz führt eine langjährige, aber immer wieder von Schwierigkeiten geprägte Beziehung mit der Gemeindesekretärin Susi. Bei seinen Ermittlungen wird Franz von seinem engen Freund Rudi Birkenberger unterstützt, der als ehemaliger Polizeibeamter versucht, sich mit verschiedenen Jobs im Sicherheitsgewerbe über Wasser zu halten.
Der niederbayrische Ort Frontenhausen dient als Filmkulisse. In den Filmen und auch in den Romanvorlagen wird Frontenhausen wiederholt als Nachbarort von Niederkaltenkirchen genannt.

## Hauptfiguren
Franz Eberhofer (Sebastian Bezzel)
Ein aus der Landeshauptstadt München strafversetzter Polizeihauptmeister. Franz’ Mutter ist bei bzw. kurz nach seiner Geburt gestorben, da sie von den Komplikationen bei der Geburt von Franz’ älterem Bruder Leopold noch geschwächt war, weswegen der Arzt ihr von einer weiteren Schwangerschaft in so kurzer Zeit abgeraten hatte. Franz wurde von Vater und Oma großgezogen. Er wohnt mit seinem Hund Ludwig, einem  Berger de Picardie, auf dem Hof seiner Oma im umgebauten ehemaligen Schweinestall. Ludwig stirbt in Kaiserschmarrndrama an Altersschwäche; in der Folgeepisode tritt der dreibeinige Hund Hinkelotta an dessen Stelle, die er von seinem Freund Rudi aus dem Tierheim geschenkt bekommt.
Eberhofer zeigt misanthropische Tendenzen und oft mangelnde Impulskontrolle. Das äußert sich dadurch, dass er öfter seine Dienstwaffe zieht, auch im privaten Bereich. Als ein Verkäufer im Baumarkt seine Oma schubst, schlägt ihn Franz zu Boden und bedroht ihn mit der Waffe. Auch den Plattenspieler seines Vaters zerschießt er, als dieser bis tief in die Nacht laute Musik hört. Trotz einiger solcher Defizite verfügt er über eine hervorragende Kombinationsgabe. Seine Ernährung besteht zu großen Teilen aus Leberkäse und Bier, deshalb sind sowohl sein Cholesterinwert als auch sein BMI zu hoch. Mit Autoritäten, vor allem wenn diese weiblich sind, hat er im Allgemeinen Probleme. Die einzige Autorität, die er bedingungslos akzeptiert, ist die seiner Oma. Liiert ist er seit seiner Teenagerzeit mit der Gemeindesekretärin Susi. Am Anfang der Reihe und noch nach der Geburt des gemeinsamen Sohnes Paul (Sauerkrautkoma) führen die beiden eine On-Off-Beziehung, die sich erst stabilisiert, als die beiden auf Betreiben von Oma Eberhofer ein gemeinsames Haus bauen.
Rudolf „Rudi“ Birkenberger (Simon Schwarz)
Ein Ex-Kollege von Franz, der aus dem Polizeidienst entfernt wurde, nachdem er einem überführten Kinderschänder in die Hoden geschossen hatte, damit dieser nach der Entlassung aus dem Gefängnis nicht weiter seinen Trieben nachgehen kann, so wie er es angekündigt hatte. Nach dem Polizeidienst schlägt er sich mehr schlecht als recht als Privatdetektiv durchs Leben. Rudi lässt auch keine Gelegenheit aus, sich bei Familie Eberhofer bzw. bei Oma Eberhofer selbst zum Essen einzuladen. Das ist einerseits auf seine Gefräßigkeit, anderseits auf seine permanente Geldknappheit zurückzuführen. Bei den Fällen wird er manchmal von Franz hinzugezogen, meistens jedoch drängt er seine Mitarbeit ungefragt auf. Trotzdem ist er ein wertvoller Co-Ermittler für Franz, der wichtige Rechercheergebnisse zu den jeweiligen Fällen beisteuert. Er gehört neben Ignaz Flötzinger, Metzger Simmerl und Wolfi zu den wichtigsten Freunden von Franz Eberhofer.
Ignaz Flötzinger (Daniel Christensen)
Mit der Engländerin Mary verheiratet, mit der er drei Kinder hat, Ignatz-Fynn, Clara-Jane und Amy-Gertrud (ab Grießnockerlaffäre). In Teil 7 trennt sie sich von ihm und zieht mit den Kindern in ihre alte Heimat zurück. Seine Markenzeichen sind übergroße Brillen und eine Elvis-Tolle. Er betreibt einen Sanitärhandwerksbetrieb und wird von seinen Freunden meist als Heizungspfuscher bezeichnet. Seine Firma ist Trikotsponsor der Fußball-Kreisligamannschaft Rot-Weiß Niederkaltenkirchen. Sein Geschäftswagen ist ein blauer Opel Vivaro mit dem Kennzeichen LA-FZ 523. Dieses Auto funktioniert er bei Bedarf als Wohnmobil für Kurzurlaube um oder für amouröse Abenteuer (Schweinskopf al dente). In den Filmen neigt er gerne zu Tagträumen, oftmals erotischer Natur. Auch mit den Gesetzen nimmt er es nicht so genau und tendiert manchmal zum Größenwahn. Er selbst nimmt sich als unwiderstehlichen Frauenhelden wahr und bezeichnet sich selbst als den Installateur der Sinnlichkeit. Tatsächlich kann er das eine oder andere Mal einen Erfolg bei der Damenwelt verbuchen. Meist sind diese Damen eher schrulliger Natur und bringen ihn immer wieder in skurrile Situationen. Eine davon ist Frau Beischl, die er im Swingerclub kennenlernt und mit der er ein Verhältnis beginnt, als deren Mann im Gefängnis sitzt (Schweinskopf al dente). Nach Beischls vorzeitiger Entlassung kann sich Flötzinger nur wegen dessen Begriffstutzigkeit aus der pikanten Situation retten. In Kaiserschmarrndrama wird Flötzinger mit seinem getunten Mofa, das eine Höchstgeschwindigkeit von 127 km/h erreicht, unfreiwillig Mitglied bei den Dorfrockern Born Rebles [sic!], deren Präsident Beischl ist. Die falsche Schreibweise ist auf Defizite der Gruppe in der Orthographie zurückzuführen.
Simmerl (Stephan Zinner)
Betreibt eine Metzgerei in Niederkaltenkirchen und ist Franz’ unersetzlicher Lieferant für Leberkässemmeln. Seine Frau Gisela wirft ihn kurzzeitig aus dem Haus, als sie von seiner Affäre mit der Untermieterin erfährt, einem erotisch molligen Webcam-Model. Er ist der Vater von Max.
Oma Eberhofer (Ilse Neubauer / Enzi Fuchs)
Magdalena „Lenerl oder Leni“ Eberhofer ist bereits auf dem Hof aufgewachsen, den sie bis heute bewohnt. Mit 17 hatte sie eine Liebesbeziehung mit Paul, der als Flüchtling auf den Hof gekommen war, aus der ihr einziger Sohn entstammt. Ihre Schwangerschaft bemerkte sie erst, als Paul das Dorf wieder verlassen hatte. Daraufhin hatte sie Eberhofer geheiratet, den ihr Sohn und ihre beiden Enkel lange für ihren leiblichen Vater beziehungsweise Großvater gehalten hatten. Erst als Paul eines Tages wieder auf dem Hof auftaucht, erfahren sie die volle Wahrheit (Grießnockerlaffäre). Sie ist die eigentliche Chefin im Hause Eberhofer, die Franz und seinem Vater zeigt, wo es langgeht. Ihr Wort ist Gesetz im Haus. Trotz ihrer angeblichen Schwerhörigkeit hört sie erstaunlich vieles, das nicht für ihre Ohren bestimmt ist, und durchschaut jedes Spielchen ihrer männlichen Mitbewohner sofort. In Teil 7 lässt sie auf dem Grundstück ein Doppelhaus für die Familien von Franz und Leopold bauen, um klare Verhältnisse zu schaffen, was die Konflikte insbesondere zwischen Franz und Susi aber eher verschärft. Darüber hinaus hat die begabte Köchin eine sehr soziale Ader und nimmt jeden auf, der in irgendeiner Form Hilfe benötigt, Mensch oder Tier.
Papa Eberhofer (Eisi Gulp)
Der Vater von Leopold und Franz ist ein Althippie und Spät-68er. Über den frühen Tod seiner Frau Uschi, der Mutter von Leopold und Franz, ist er nie ganz hinweggekommen; zum ersten Mal verliebt er sich in Leberkäsjunkie wieder neu. Eigentlich baut er sein Cannabis nur für den Eigenbedarf an, verdient sich aber mit gelegentlichem Verkauf auch gerne ein paar Euro dazu. Mit Moratschek, dem Dienststellenleiter von Franz, pflegt er eine eigenartige Freundschaft, seit dieser sich eine Zeitlang im Hause Eberhofer verstecken musste (Schweinskopf al dente). Als Persiflage eines 68ers stellt er sich aus Prinzip gegen jegliche wirtschaftliche Weiterentwicklung, unabhängig von Vernunftgründen – so verurteilt er beispielsweise auch das Doppelhausprojekt seiner Mutter als „Gentrifizierung“ und bringt die Bauarbeiten durch Hausbesetzung zum Erliegen.
Susanne „Susi“ Gmeinwieser (Lisa Maria Potthoff)
Die Gemeindesekretärin führt mit Franz am Anfang der Filmreihe eine On-Off-Beziehung. Sie ist sehr bestimmend, stößt aber bei Franz immer wieder an ihre Grenzen und erliegt seinem rustikalen Charme. Nach der Geburt des gemeinsamen Sohnes Paul zieht sie für einige Zeit zu Franz auf den Hof, doch eine stabile Beziehung zwischen den beiden scheint nicht möglich. Sie geraten immer wieder aneinander, da Susi die Geborgenheit einer Familie sucht, während Franz sie zwar liebt, aber seine Unabhängigkeit nicht aufgeben will.

## Nebenfiguren
Leopold Eberhofer (Gerhard Wittmann)
Bruder und genaues Gegenteil von Franz: Leopold ist spießig, rechthaberisch und im Allgemeinen sehr unbeliebt. Er ist mit der Thailänderin Panida verheiratet. Sie haben eine Tochter Uschi, von Franz Sushi genannt, und einen Sohn, Franz (ab Kaiserschmarrndrama).
Dienststellenleiter Moratschek (Sigi Zimmerschied)
Der unmittelbare Vorgesetzte und Dienststellenleiter von Franz und in den ersten zwei Folgen im Rang eines Polizeihauptkommissars. Ab der vierten Folge trägt er die Schulterklappen eines Polizeioberkommissars. Franz macht ihm das Leben durch seine eigenwilligen Aktionen und übermäßigen Alkoholgenuss oft sehr schwer. Trotzdem steht Moratschek, soweit er kann, in den meisten Fällen hinter Franz. Als er in der Folge Schweinskopf al dente von einem Psychopathen bedroht wird, taucht er bei Franz unter. Dort verbrüdert er sich, zum Entsetzen von Franz, mit dessen Hippie-Vater. Die beiden konsumieren fast dauernd Cannabis und Rotwein und hören dazu bis tief in die Nacht psychedelische Musik.
Bürgermeister Bernd Gassner (Thomas Kügel)
Wie bei Moratschek, eckt Franz regelmäßig auch beim Bürgermeister an. Da Franz aber alle ihm übertragenen Fälle löst, drückt er immer wieder ein Auge zu bzw. sieht wissentlich weg. Zum Erreichen seiner Ziele agiert er teilweise im juristischen Grenzbereich. Seine Zimmernummer im Rathaus ist A10. Sein Vorname Bernd wird im 5. Teil Sauerkrautkoma genannt. Sein Nachname ist Gassner und steht in Sauerkrautkoma auf einem großen Wahlplakat am Baugerüst der Kirche, in der Susi und Franz heiraten sollen.
Max Simmerl (Ferdinand Hofer)
Der Sohn des Metzgers Simmerl. In jungen Jahren der Stereotyp eines jugendlichen Draufgängers, betätigt er sich ab Sauerkrautkoma bei der Sicherheitswacht, die an die Polizeidienststelle Niederkaltenkirchen angegliedert ist. Somit ist er direkt Franz unterstellt. Allerdings stellt er sich dabei immer wieder äußerst ungeschickt an und wird trotz seiner Uniform von den meisten Einwohnern nicht ernst genommen.
Kneipenwirt Wolfgang Wolfinger (Wolfi) (Max Schmidt)
Im Wirtshaus Wolfinger treffen sich Franz, Simmerl und Flötzinger regelmäßig. In der Regel enden diese Besuche im Vollrausch aller Beteiligten. Auch mit der Sperrstunde nimmt es Wolfi nicht so genau. Wolfinger gehört zum erweiterten Freundeskreis von Franz.
Gerichtsmediziner Günter (Michael Ostrowski)
Der Pathologe hat eine spezielle Art und empfindet besonders für Rudi eine Art Hassliebe: Obwohl er diesen zeitweise herablassend behandelt, bewundert er ihn insgeheim für die Aktion mit dem Kinderschänder, die Rudi den Beamtenstatus gekostet hat. In seiner Abwesenheit wird er von Rudi Leichenfledderer genannt.
Dr. Brunnermeier (Stefan Betz)
Der Landarzt wird von Stefan Betz gespielt, der mitunter auch für die Drehbücher der Eberhoferkrimis verantwortlich ist. Er trägt meist eine grüne Barbour-Jacke und wird immer zur Erstbegutachtung einer Leiche dazugerufen. Als Franz einen Kollaps erleidet, untersucht er ihn und bescheinigt Franz die Fitnessparameter eines 70-Jährigen. Er setzt Franz gegen dessen Willen auf Diät. Nebenbei betätigt er sich noch mit mäßigem Erfolg als Paartherapeut. Die Paartherapeutenausbildung absolvierte er durch eine Online-Fortbildung. Da er diese erst letztes Jahr absolvierte, ist er, laut eigener Aussage, auf dem neusten Stand der Paartherapie. Als Paartherapeut ist er sehr engagiert. So behandelt er Ignaz Flötzinger bezüglich seiner Sexsucht und begleitet ihn als Therapeut sogar in den Swingerclub. Trotz allem Engagement verzeichnet er kaum Erfolge. Laut seiner Statistik trennen sich die meisten Paare spätestens nach der 6. Sitzung bei ihm.
Polizeiobermeister Karl Stopfer (Frederic Linkemann)
Karl Stopfer ist ein Kollege und Freund von Franz. Außerdem ist er Torwart beim FC Rot-Weiß Niederkaltenkirchen. Im ersten Film, Winterkartoffelknödel, wird er von Buengo (allerdings im betrunkenen Zustand) mit Kurt angeredet. In den Romanen sind Polizist Stopfer und Fußballer Kurt unterschiedliche Personen; in den Filmreihen ist Frederic Linkemann wechselweise als Polizist und Fußballer zu sehen. Anders als im Roman ist in der Verfilmung von Grießnockerlaffäre der gesamte FC Rot-Weiß bei Stopfers Hochzeit anwesend (und Buengo singt ein Gstanzl auf den Bräutigam). In der Verfilmung von Leberkäsjunkie spricht Eberhofer dann den Torwart mit den Worten “Karli, [...] du bist selbst Polizist” an.
Buengo (Castro Dokyi Affum)
Buengo ist der Starstürmer der Kreisligamannschaft Rot-Weiß Niederkaltenkirchen. Zusammen mit Karl Stopfer treibt er außerhalb des Fußballplatzes – meist im betrunkenen oder bekifften Zustand – allerlei Unsinn. Buengo ist aufgrund seiner fußballerischen Leistung in der Dorfgemeinschaft sehr beliebt, außer bei seinen direkten Nachbarn. Diese gehören tendenziell zum Subproletariat mit niedrigem Bildungsniveau. Von diesen wird er herablassend als Neger bezeichnet. Im neunten Teil, Rehragout-Rendezvous, arbeitet Buengo als Fahrlehrer. Er wohnt in der Fremdenpension der Mooshammerin, später in deren WG.
Kommissarin Elisabeth Maierhofer (Nora Waldstätten)
Eine Kommissarin, die eine Dienststelle in München leitet. Sie ist erstmals in Grießnockerlaffäre zu sehen, wo sie die Ermittlungen gegen Franz leitet. Die Rolle kam beim Publikum so gut an, dass sie auch in die Filmfassung von Sauerkrautkoma aufgenommen wurde, obwohl sie in der Romanfassung nicht vorkommt. Dort ist sie Franz’ neue Chefin, nachdem dieser nach München versetzt wurde. In Kaiserschmarrndrama leitet sie sowohl in der Romanfassung als auch in der Verfilmung eine Sonderkommission. Von Franz und seinen Freunden wird sie in Anspielung auf die gleichnamige Band „Thin Lizzy“ genannt; ihren tatsächlichen Nachnamen kann (oder will) sich Eberhofer nicht merken und spricht sie regelmäßig mit „Frau Dings“ an. Sie ist Feministin und reagiert entsprechend empfindlich auf Eberhofers von ihr als toxisch empfundene Männlichkeit.
Mooshammer Liesl (Eva Mattes)
Die Mooshammerin ist in den Verfilmungen nur in Leberkäsjunkie und Rehragout-Rendezvous zu sehen, während sie nahezu in jedem Roman (bis Rehragout-Rendezvous) vorkommt. Ursprünglich besitzt sie eine kleine Fremdenpension, die in Leberkäsjunkie ausbrennt. In der Filmfassung verlässt sie kurz nach dem Brand Niederkaltenkirchen, kehrt aber zwischen Leberkäsjunkie und Rehragout-Rendezvous offenbar wieder zurück, ohne dass die Hintergründe erklärt werden. In Rehragout-Rendezvous wohnt sie in einer WG. Ihre Rolle als “Dorfratschn”, die ständig die aktuellsten Neuigkeiten und Gerüchte in Niederkaltenkirchen sammelt und weiterverbreitet, wird in den Romanen stärker betont als in den Verfilmungen. Sie hat einen Hang zur Esoterik.

## Filmübersicht
| Nr. | Erstveröffentlichung | Erstveröffentlichung | Film                  | Regie     | Drehbuch                                      |
| Nr. | Kino                 | TV                   | Film                  | Regie     | Drehbuch                                      |
| --- | -------------------- | -------------------- | --------------------- | --------- | --------------------------------------------- |
| 1   | 1. Aug. 2013         | 5. Dez. 2013         | Dampfnudelblues       | Ed Herzog | Christian Zübert                              |
| 2   | 16. Okt. 2014        | 25. Juli 2016        | Winterkartoffelknödel | Ed Herzog | Sascha Bigler, Ed Herzog, Kerstin Schmidbauer |
| 3   | 11. Aug. 2016        | 26. Juli 2017        | Schweinskopf al dente | Ed Herzog | Stefan Betz                                   |
| 4   | 3. Aug. 2017         | 6. Aug. 2018         | Grießnockerlaffäre    | Ed Herzog | Stefan Betz                                   |
| 5   | 9. Aug. 2018         | 19. Aug. 2019        | Sauerkrautkoma        | Ed Herzog | Stefan Betz                                   |
| 6   | 1. Aug. 2019         | 3. Aug. 2020         | Leberkäsjunkie        | Ed Herzog | Stefan Betz, Ed Herzog                        |
| 7   | 5. Aug. 2021         | 8. Aug. 2022         | Kaiserschmarrndrama   | Ed Herzog | Stefan Betz, Ed Herzog                        |
| 8   | 4. Aug. 2022         | 7. Aug. 2023         | Guglhupfgeschwader    | Ed Herzog | Stefan Betz, Ed Herzog                        |
| 9   | 10. Aug. 2023        | 22. Juli 2024        | Rehragout-Rendezvous  | Ed Herzog | Stefan Betz, Ed Herzog                        |
| 10  | Sommer 2026          |                      | Steckerlfischfiasko   | Ed Herzog | Stefan Betz, Ed Herzog                        |

## Trivia
- Obwohl die bayerische Polizei seit Februar 2019 ausschließlich blaue Uniformen trägt, treten Eberhofer und Dienststellenleiter Moratschek weiterhin in der früheren grünen „Oestergaard-Uniform“ auf. Entsprechend ist auch der Streifenwagen unverändert in grün-weißer Lackierung gehalten. Auswärtige Polizeibeamte erscheinen abwechselnd in grüner Dienstbekleidung (Folge Guglhupfgeschwader) oder blauer Uniform und dann mit blau-silbernen Fahrzeugen (Folge Rehragout-Rendezvous).
- Eberhofers Dienstwagen ist ein Audi 80 B2. Das Kennzeichen variiert von Film zu Film. Entweder LA 2108 oder LA 2109.[10] Aufgrund seines Alters wird der Wagen vom Dienststellenleiter Moratschek als „Polizeiinspektion-1-Gedächtniskarren“ verspottet.
- Franz Eberhofer raucht selbstgedrehte Zigaretten der fiktiven Marke „Delilah“. Vom Design eine Anspielung auf den tatsächlich existierenden Drehtabak Samson; in der biblischen Erzählung des Helden Samson ist Delila dessen Frau.
- In jeder Folge wird das Durchfahren eines Kreisverkehrs nördlich von Frontenhausen gezeigt, oft geschehen dort auch handlungstragende Ereignisse. Der Kreisel trägt mittlerweile real den Namen Franz-Eberhofer-Kreisel.
- Ein Wildschweineber des Wildparks Waldhaus Mehlmeisel wurde nach einer Zuschauerumfrage in Eberhofer umgetauft. Nach dem Überfall Russlands auf die Ukraine sollte der vorherige Name Putin geändert werden.[11]
- Im Büro von Franz Eberhofer ist immer wieder ein Poster der deutschen Hardrock-Band Rev(O)lver aus Franken zu sehen.